# Tesla Supercharger
Tesla Supercharger és un sistema de càrrega ràpida de vehicles elèctrics a una tensió de treball de 480V desenvolupada per l'empresa Tesla Inc. que permet una major autonomia en carretera als seus cotxes models S, 3, X i Y. Tesla Supercharge és una tecnologia propietària que injecta corrent DC al vehicle elèctric.

## Prestacions
- Les estacions Tesla Supercharge poden subministrar fins a una càrrega de 145 KW entre dos vehicles adjacents, amb un màxim de 120 KW per cotxe.
- Temps de recàrrega : 20 minuts fins al 50% de capacitat, 40 minuts fins al 80% i 75 minuts fins al 100%.

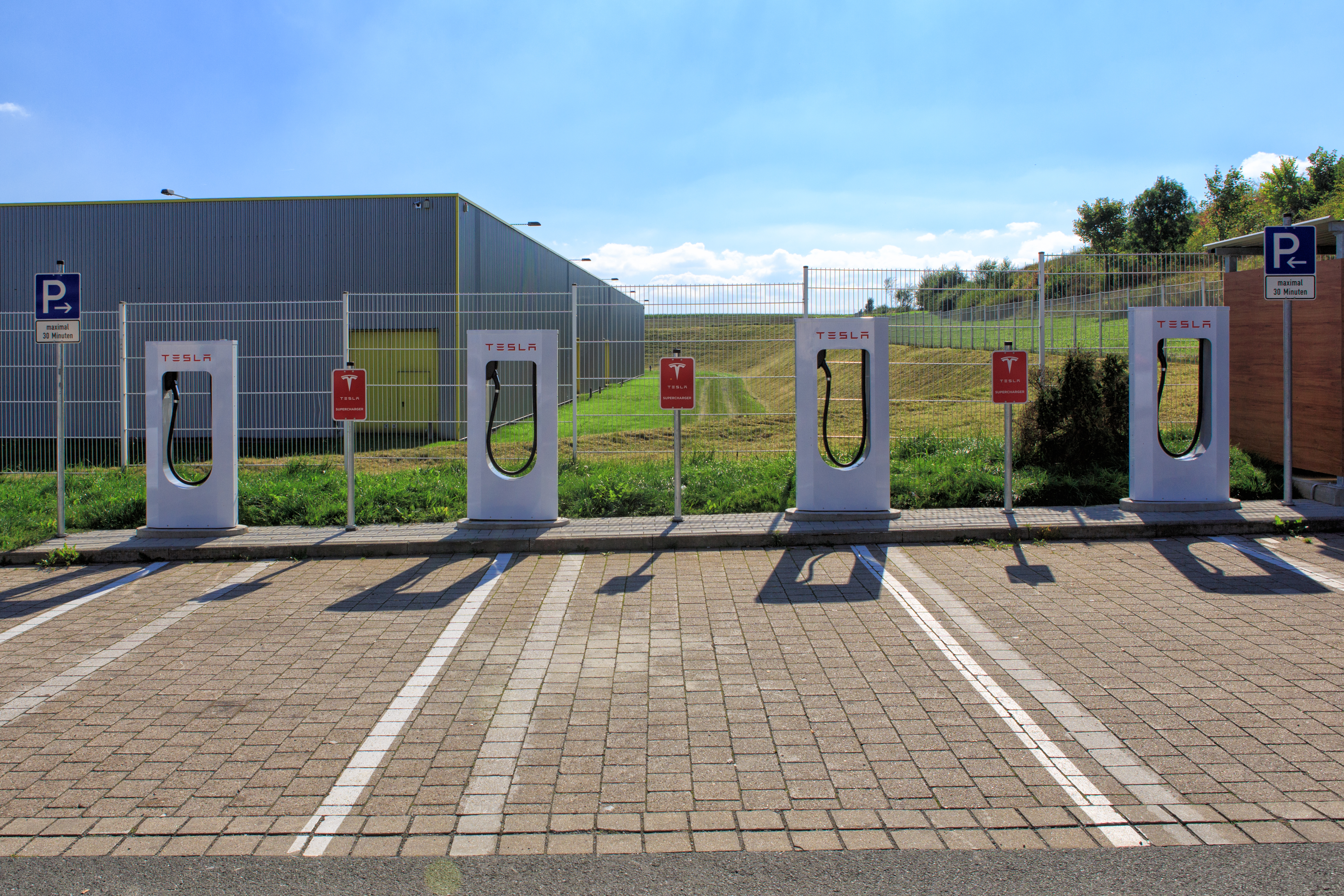
Fig.1 Exemple d'estació Tesla Supercharger

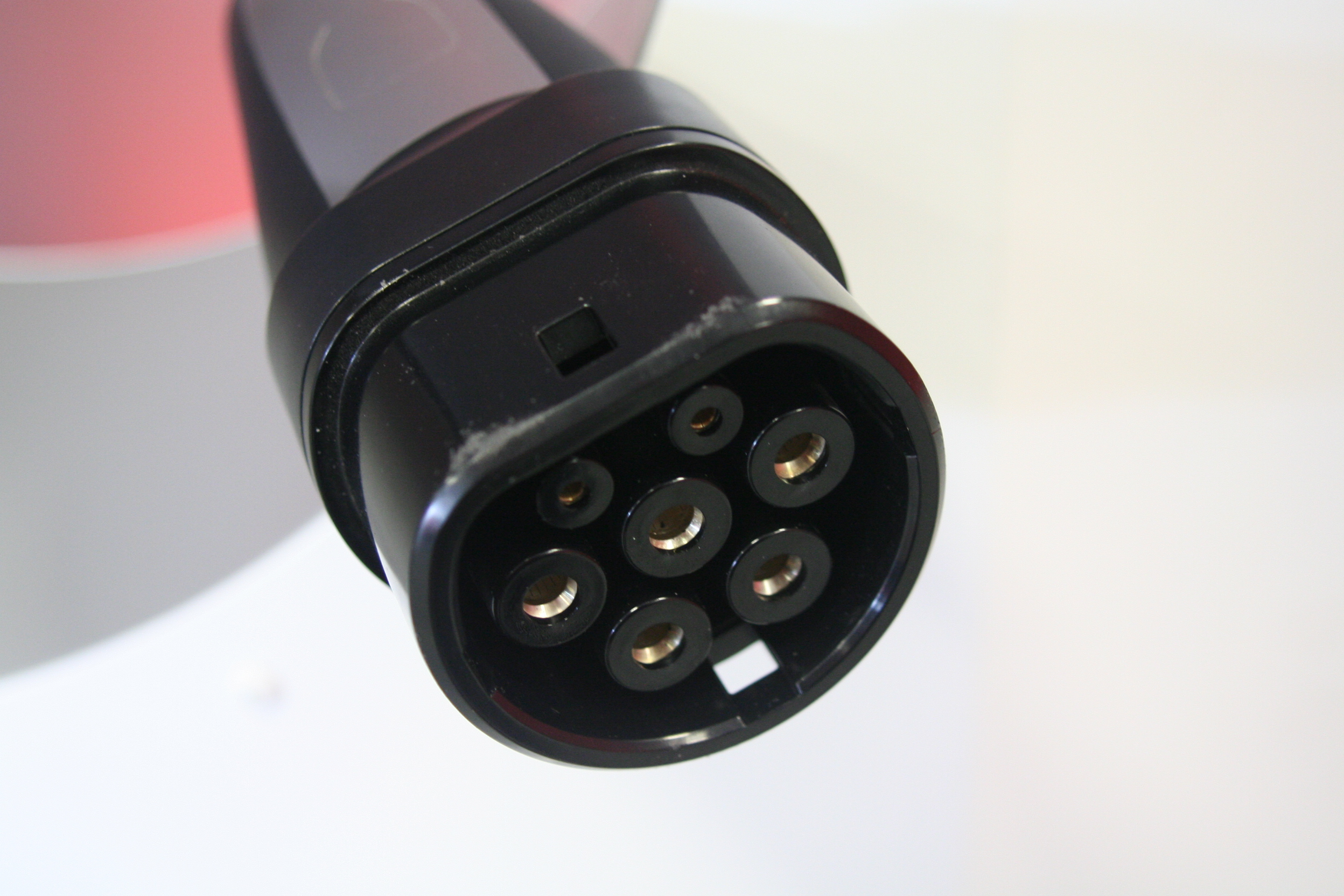
Fig.1 Connector Tesla Supercharger

- Fig.1 Exemple d'estació Tesla SuperchargerFig.1 Connector Tesla SuperchargerLes estacions carreguen directament les bateries de l'automòbil sense cap mena de control per part del vehicle.

## Xarxa d'estacions
| Zona         | Estacions el 2017 | Estacions el 2014 | Estacions el 2013 |
| ------------ | ----------------- | ----------------- | ----------------- |
| EUA          | 386               | 119               | 15                |
| CE           | 298               | 76                |                   |
| Àsia/Pacífic | 167               | 26                |                   |

A desembre de 2022 n'hi havia un total de 15 als Països Catalans (9 al Principat de Catalunya, 1 a Catalunya Nord, 4 al País Valencià i 1 a les Illes Balears).